# Villers-Cotterêts
Villers-Cotterêts är en kommun i departementet Aisne i Frankrike. Kommunen har ca 10 400 invånare.

## Historia
Det var här som den franske kungen Frans I signerade l'ordonnance de Villers-Cotterêts. Bland annat blev då franska officiellt språk istället för latin. Författaren Alexandre Dumas d.ä. var även född här.

## Demografi
Antalet invånare i kommunen Villers-Cotterêts
| Referens: INSEE |

## Kända personer från Villers-Cotterêts
- Alexandre Dumas d.ä.